# فاطمه هاشمی رفسنجانی
فاطمه هاشمی بهرمانی (رفسنجانی) (زادهٔ ۱۳۳۹) از اعضای مؤسس حزب اعتدال و توسعه و رئیس بنیاد امور بیماری‌های خاص است. وی دختر اول اکبر هاشمی رفسنجانی است. همسر او سعید لاهوتی، دندانپزشک و فرزند حسن لاهوتی اشکوری است. او دارای مدرک علوم سیاسی از دانشگاه آزاد است.

## بنیاد امور بیماری‌های خاص
او با تأسیس بنیاد امور بیماری‌های خاص در ۱۸ اردیبشهت سال ۱۳۷۵ فعالیت خود را در آن آغاز کرد و از آن زمان ریاست این بنیاد را بر عهده دارد. حسین مرعشی (رئیس هیئت مدیره خیریهٔ مولی الموحدین) از اعضای هیئت امنای این بنیاد است که حداقل ده مرکز درمانی در شهرهای مختلف در سراسر ایران و دو مرکز درمانی در عراق دارد.

## انجمن همبستگی زنان ایران
فاطمه در سال ۱۳۷۴ ریاست انجمن همبستگی زنان ایران را بر عهده داشت و از این طریق به کشورهای مختلف خارجی سفر می‌کرد. در سال ۱۳۷۷، فدراسیون ورزشی بیماران خاص تأسیس و تحت نظر فدراسیون ورزش‌های همگانی قرار گرفت. وی در سال ۱۳۸۴ ریاست این فدراسیون را بر عهده گرفت و تا امروز در این سمت قرار دارد.

## مؤسسه تحقیقات درمان و آموزش سرطان ایران
فاطمه هاشمی از مرداد ماه سال ۱۳۹۴ نائب رئیس هیئت مدیره مؤسسه تحقیقات درمان و آموزش سرطان ایران بوده‌است کوچک‌ترین برادر رفسنجانی یعنی محمد هاشمی بهرمانی، از سال ۱۳۸۹ تاکنون مدیرعامل و رئیس هیئت مدیرهٔ این مؤسسه بوده‌است و علی هاشمی (بهرمانی) پسر عموی او نیز عضو سابق هیئت مدیرهٔ آن است. پدرش در خاطراتش بارها به تأمین بودجه و اقلامی نظیر دستگاه زیراکس و وسایل گرمایشی محل کار برای او اشاره می‌کند.

## دادگاه
هاشمی رفسنجانی اواخر مرداد ماه ۱۳۹۲ به دلیل اظهاراتش دربارهٔ اتفاقات مجلس شورای اسلامی و توهین سید علی‌محمد بزرگواری به مهدی هاشمی در یکی از رسانه‌ها به شعبه ۱۲ دادسرای فرهنگ و رسانه احضار شد که پس از تحقیقات دادستانی برای او کیفرخواست صادر کرد. ۱۸ دی ماه جلسه دادگاه در دادگاه انقلاب برگزار شد که او در جمع خبرنگاران گفت: «زمانی که آقای احمدی‌نژاد علیه خانواده لاریجانی صحبت کرد ۴۵ دقیقه از وقت مجلس برای دفاع از خانواده لاریجانی گرفته شد، اما وقتی یکی از نمایندگان مجلس علیه مهدی هاشمی صحبتهایی را مطرح کرد هیچ دفاعی از وی نشد. پس از این اتفاقات من در مصاحبه‌ای خواستار این شدم که علی لاریجانی و برادرش پاسدار حقوق ملت باشند نه پاسدار حقوق خانواده‌شان که به خاطر این مصاحبه امروز محاکمه می‌شوم. در واکنش به این اظهار، وکیل خانواده هاشمی اعلام کرد: «با توجه به اینکه کیفر خواستی تدوین شده‌است ولی نام هیچ شاکی خصوصی وجود ندارد، عمل دادستانی تهران در این پرونده غیرقانونی بوده و به این ترتیب درخواست استمهال و مذاکره را مطرح کردیم تا از این طریق پرونده مختومه اعلام شود. این درخواست با موافقت دادستانی تهران همراه شد.»
در ۱۸ دی ۱۳۹۲، علی لاریجانی طی نامه‌ای به آوایی، رئیس دادگستری کل استان تهران اعلام کرد که از هاشمی شکایتی ندارد، در بخشی از این نامه آمده بود: «بنده نسبت به کسانیکه سال گذشته با کفش و مهر به حقیر حمله کردند شکایتی نکردم این خواهر محترمه که فقط حرفی زدند و بنده نسبت به سخنان ایشان گله‌ای ندارم علی‌أی‌حال به هر نحوی که مصلحت می‌دانید این پرونده را مختومه نمائید.» نهایتاً در ۵ بهمن ۱۳۹۲، هاشمی رفسنجانی با حکم دادگاه انقلاب تهران به شش ماه حبس تعلیقی محکوم شد. در شهریور ۱۳۹۳، وکیل خانواده هاشمی، خبر از تبرئه‌شدن او داد.

## اعتراضات ۱۴۰۱ ایران
در بحبوحه خیزش ۱۴۰۱ ایران، وال‌استریت جورنال در ۳ آذر ۱۴۰۱ گزارش داد مقامات ایران برای ساکت کردن معترضان دست به دامن خانواده‌های سید روح‌الله خمینی، بنیان‌گذار جمهوری اسلامی، و هاشمی رفسنجانی، رئیس‌جمهور و رئیس مجلس سابق ایران، شده‌اند؛ دو خانواده‌ای که تندروها آنها را از حلقه قدرت بیرون رانده‌اند. روز بعد پایگاه اطلاع‌رسانی «خانه‌موزه هاشمی رفسنجانی» تأیید کرد که فاطمه هاشمی با سید مجتبی خامنه‌ای، فرزند رهبر جمهوری اسلامی، دیدار کرده‌است.